# Helmut Sandig

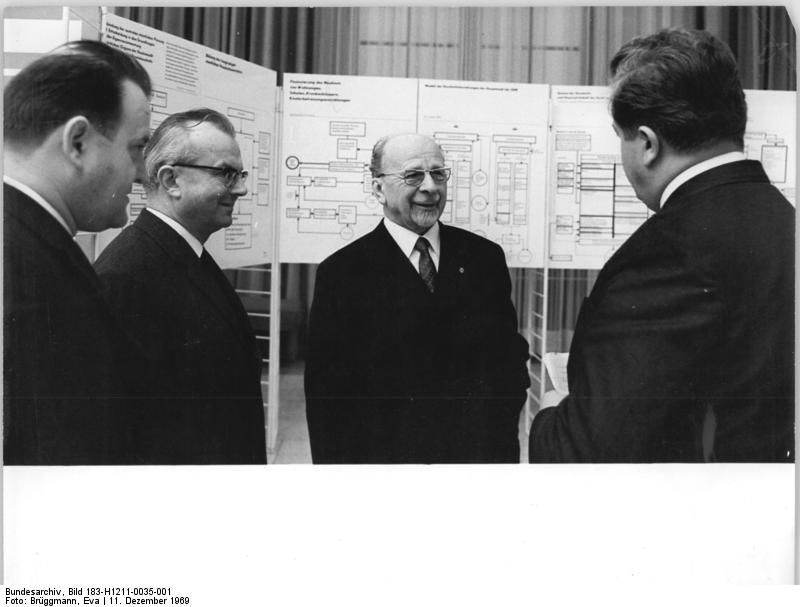
Helmut Sandig (2.v.l.) mit dem Ersten Sekretär des ZK der SED und Vorsitzenden des Staatsrates der DDR, Walter Ulbricht (m.), dem Sekretär der Zentralen Wahlkommission Herbert Graf (l.) und dem Stellvertreter des Vorsitzenden der Staatlichen Plankommission der DDR Richard Müller (r.) bei einer Ausstellung des Staatsrates der DDR am 11. Dezember 1969 in Ost-Berlin

Helmut Sandig (* 26. April 1919 in Chemnitz; † 2012) war ein deutscher Politiker und Funktionär der SED in der DDR.

## Leben
Sandig, Sohn einer Arbeiterfamilie, leistete während des Zweiten Weltkrieges Kriegsdienst als Unteroffizier im Grenadierbataillon 102. Unmittelbar nach dem Ende des Krieges trat er der KPD bei und gehörte im Frühjahr 1946 in Chemnitz zu den Organisatoren der Vereinigung von KPD und SPD zur SED. Er studierte an der Arbeiter-und-Bauern-Fakultät der Universität Leipzig.
Sandig, der nach Gründung der DDR Mitarbeiter im Ministerium der Finanzen war, wurde im Oktober 1954 Leiter der Abteilung Planung und Finanzen des ZK der SED. Dieses Amt verlor er jedoch bereits im Juni 1955 an Fritz Müller, der zuvor Stellvertretender Schulleiter sowie Lehrstuhlinhaber für Wirtschaftspolitik an der Landesparteischule Ballenstedt war.
Sandig selbst kehrte 1958 in das Ministerium der Finanzen zurück und war dort bis 1964 Erster Stellvertreter bzw. von 1964 bis zu seinem Eintritt in den Ruhestand im April 1984 Stellvertreter des Ministers. Als solcher war er zuletzt für die Finanzierung der Staatsorgane und staatlichen Einrichtungen verantwortlich.
Er erarbeitete unter anderem das Zweite Gesetz über die Verleihung von Nutzungsrechten an volkseigenen Grundstücken, das im April 1959 in der Volkskammer in erster und zweiter Lesung beraten wurde.
Im Rahmen der Einführung und Umsetzung des Neuen Ökonomischen Systems der Planung und Leitung (NÖS) nahm er im September 1964 an der 55. Sitzung des Büros für Industrie und Bauwesen des Politbüros der SED teil und hielt eines der Referate zur Durchführung des Neuen Ökonomischen Systems auf dem Gebiet der Preise und Finanzen. Am 2. Dezember 1969 führte er die Verhandlung mit dem DTSB-Vizepräsidenten Franz Rydz über finanzielle Mehraufwendungen für den DTSB sowie die Veränderungen des Beschlusses des Politbüros des ZK der SED über „Die weitere Entwicklung des Leistungssports bis zu den Olympischen Spielen 1972“.
Darüber hinaus war er als Stellvertretender Minister Mitte der 1970er Jahre auch für die Zusammenarbeit mit anderen Ministerien wie dem Ministerium für Volksbildung zuständig.
Sandig war von 1958 bis 1963 Kandidat und von 1963 bis 1989 Mitglied der Zentralen Revisionskommission der SED.

## Auszeichnungen
- 1969 Vaterländischer Verdienstorden in Silber und 1979 in Gold
- 1974 Hufeland-Medaille in Gold[11]
- 1984 Medaille Ehrenzeichen für Körperkultur und Sport der Deutschen Demokratischen Republik[12]
- 1989 Ehrenspange zum Vaterländischen Verdienstorden in Gold[13]

## Veröffentlichungen
- Planung der Forschung, Mitautor Peter Adolf Thießen, Karl Dietz Verlag Berlin 1961.
- Wörterbuch zum Sozialistischen Staat, Mitglied des Autorenkollektivs, Ost-Berlin 1974.[14]